# Wilson Jameson
William Wilson Jameson (Scozia, 1885 – Inghilterra, 1962) è stato un medico scozzese, Chief Medical Officer in Inghilterra dal 1940 al 1950.
Fu insignito della medaglia Buchanan nel 1942.